# Mytilinidion gemmigenum
Mytilinidion gemmigenum är en svampart som beskrevs av Fuckel 1871. Mytilinidion gemmigenum ingår i släktet Mytilinidion och familjen Mytilinidiaceae.  Arten är reproducerande i Sverige. Inga underarter finns listade i Catalogue of Life.